# Agnosphitys
Agnosphitys ("neznámý původce") byl rod malého dinosauromorfa (do roku 2017 byl však považován za vývojově primitivního plazopánvého dinosaura), žijícího na území dnešní Velké Británie (Avon) v období pozdního triasu (před asi 208 miliony let). 

## Popis
Tento drobný dinosauromorf dosahoval délky jen kolem 0,5 až 0,7 metru a vykazoval množství poměrně primitivních vývojových znaků. Mohlo však jít o zástupce skupiny, zahrnující také pozdější obří sauropody. Někdy bývá řazen do čeledi Guaibasauridae, skutečným dinosaurem ani jejich přímým vývojovým předkem však nebyl.
Agnosphitys byl popsán týmem britských a amerických paleontologů v roce 2002. Je však možné, že objevené zkameněliny patří více druhům dinosaurů a jedná se tedy ve skutečnosti o chiméru. Proto bývá tento druh také často považován za nomen dubium.